# Nectandra acutifolia
Nectandra acutifolia (Ruiz & Pav.) Mez – gatunek rośliny z rodziny wawrzynowatych (Lauraceae Juss.). Występuje naturalnie w Kolumbii, Peru oraz Boliwii.

## Morfologia
PokrójZimozielone drzewo dorastające do 6–12 m wysokości.
LiścieMają kształt od owalnie eliptycznego do owalnie lancetowatego. Mierzą 10–20 cm długości oraz 4–8 szerokości. Są skórzaste. Nasada liścia jest ostrokątna. Liść na brzegu jest całobrzegi. Wierzchołek jest spiczasty. Ogonek liściowy jest owłosiony i dorasta do 35 mm długości.
KwiatySą zebrane w wiechy. Rozwijają się w kątach pędów. Dorastają do 10–20 cm długości. Płatki okwiatu pojedynczego mają podłużny kształt i białą barwę.